# Kommunalwahl in Nürnberg 2020

Kleines Wappen der Stadt Nürnberg
Großes Wappen der Stadt Nürnberg

Die Kommunalwahl in Nürnberg 2020 fand wie in ganz Bayern am 15. März 2020 statt. Neben dem Nürnberger Oberbürgermeister wurde auch der Rat der Stadt Nürnberg gewählt. In der Stichwahl zum Amt des Oberbürgermeisters am 29. März 2020 gewann Marcus König (CSU).

## Ausgangslage
- LLN: 1
- Linke: 2
- Piraten: 1
- SPD: 32
- Grüne: 6
- ÖDP: 2
- GUTEN: 1
- FW: 1
- FDP: 1
- CSU: 21
- BIA: 2
- Unabh.: 1

Unter den Sitzen der SPD befindet sich der des Oberbürgermeisters.
Bei der Kommunalwahl 2014 betrug die Wahlbeteiligung bei 385.621 Stimmberechtigten 44,3 % Prozent. Zum Oberbürgermeister wurde mit 67,1 % Ulrich Maly gewählt. Stärkste Fraktion im Nürnberger Stadtrat wurde die SPD mit 44,1 % der Stimmen (31 Sitze), vor der CSU (29,4 %, 21 Sitze) und den Grünen (9,0 %, 6 Sitze). Da es bei Kommunalwahlen in Bayern keine Sperrklausel gibt, waren auch folgende Parteien vertreten: Die Linke Liste Nürnberg (4,1 %, 3 Sitze), BIA (3,1 %, 2 Sitze), Freie Wähler (2,8 %, 2 Sitze), ÖDP (2,1 %, 2 Sitze), FDP (2,0 %, 1 Sitz), Die Guten (1,7 %, 1 Sitz) sowie die Piraten (1,7 %, 1 Sitz).
Die bereits von 2008 bis 2014 bestehende sogenannte Große Koalition aus SPD und CSU konnte somit fortgesetzt werden.

## Neuerungen beim Wahlrecht
Bei der Kommunalwahl 2020 wurde erstmals nach dem Sainte-Laguë-Verfahren ausgezählt, das das seit 2013 geltende Hare/Niemeyer-Verfahren ersetzte. Hierbei werden die Zweitstimmen der Parteien durch eine bestimmte Zahl, den sogenannten Divisor, der bei jeder Wahl neu ermittelt werden muss, geteilt. Aus den gerundeten Ergebnissen wird die Anzahl der Mandate für jede Partei ermittelt. Es gilt als das Auszählungsverfahren, bei dem die geringsten Benachteiligungen für große wie kleine Parteien auftreten. Die CSU plädierte für eine Auszählung nach dem D’Hondt-Verfahren.
Durch das neue bayerische Kommunalwahlrecht wurden außerdem Listenverbindungen abgeschafft. Im Gegenzug dürfen unter bestimmten Voraussetzungen aus einzelnen Parteien mehrere Listen zur Wahl angemeldet werden.

## Stimmbezirke
Bei der Kommunalwahl 2014 gab es 495 Stimm- bzw. Wahlbezirke, während es bei der Bundestagswahl 2017 550 Bezirke sowie bei der Bayernwahl 2018 und der Europawahl 2019 jeweils 515 Stimmbezirke gab. Diese setzten sich aus 375 Urnenstimmbezirken sowie 140 Briefstimmbezirken zusammen.
Die Anzahl der Briefwahlstimmbezirke erhöhte sich um 9 auf 149, sodass es bei der Wahl insgesamt 524 Stimmbezirke gab. Die Urnenstimmbezirke umfassen jeweils rund 1.400 wahlberechtigte Personen, setzen sich aus Baublöcken zusammen und werden durch Straßen- und Wegeverläufe, Bahnstrecken oder Gewässer begrenzt.

## Wahl des Oberbürgermeisters

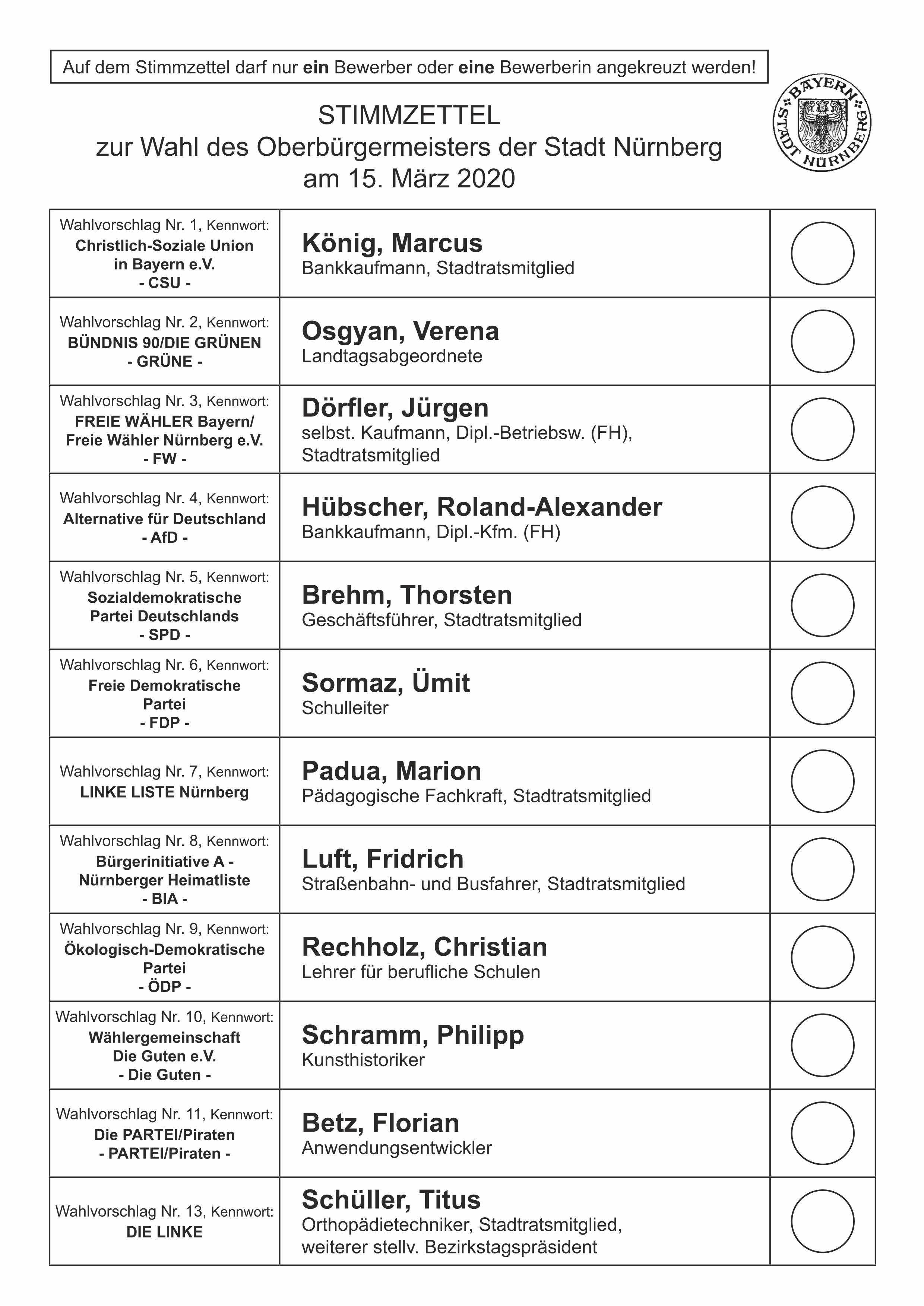
Musterstimmzettel erster Wahlgang OB-Wahl Nürnberg 15. März 2020

In Nürnberg lautet der Titel des amtierenden Bürgermeisters Oberbürgermeister. Bei der Kommunalwahl 2014 war Ulrich Maly (SPD) im ersten Wahlgang zum dritten Mal gewählt worden. Die zweiten und dritten Bürgermeister werden vom Stadtrat aus seinen Reihen gewählt. Zweiter Bürgermeister wurde Christian Vogel (SPD), dritter Bürgermeister Klemens Gsell (CSU).
Im März 2019 kündigte Ulrich Maly an, bei der Wahl 2020 nicht erneut antreten zu wollen.
Die bayerische Gemeindeordnung erlaubt eine offizielle Kandidatenkür frühestens eineinhalb Jahre vor dem Termin der Kommunalwahl, die drei größten Parteien haben ihre Kandidaten bereits durch unterschiedliche Verfahren früh festgelegt:
Die Nürnberger SPD hatte sich für ihren bisherigen Parteivorsitzenden Thorsten Brehm als Kandidaten für die OB-Wahl entschieden. In einem innerparteilichen Verfahren des SPD-Parteivorstands wurde der 34-Jährige zunächst nominiert und auf einem Parteitag im Mai 2019 bestätigt. Für die CSU trat der 38-jährige Marcus König für das Amt des Oberbürgermeisters an. Der Vorstand der Nürnberger CSU nominierte ihn im Mai 2019 zum Oberbürgermeisterkandidaten. Neben ihm schickte die Partei auch die Kulturreferentin Julia Lehner ins Rennen um ein Bürgermeisteramt. Ein von den Mitgliedern gewähltes Findungsteam unterbreitete dem Vorstand der Nürnberger Grünen die stellvertretende Fraktionsvorsitzende der Grünen im Bayerischen Landtag Verena Osgyan als Kandidatin. Der Vorstand folgte dem Vorschlag. Bei der Jahreshauptversammlung am 27. Juni 2019 wurde die Nominierung mit 97,4 Prozent der abgegebenen Stimmen offiziell durch die Mitglieder bestätigt. Die Nürnberger FDP verkündete Anfang Juli, mit dem Deutschtürken Ümit Sormaz in den Wahlkampf zu gehen. Der Zusammenschluss linker Gruppierungen unter dem Namen Linke Liste Nürnberg nominierte einstimmig die bereits 2014 angetretene Marion Padua als Spitzenkandidatin. Die Partei DIE LINKE, die bisher Mitglied im Bündnis Linke Liste Nürnberg war, trat zur Kommunalwahl 2020 erstmals mit einer eigenen Liste an. Der stellvertretende Bezirkstagspräsident Mittelfrankens und Nürnberger Stadtrat Titus Schüller wurde hierfür als Spitzenkandidat aufgestellt. Die Wählergemeinschaft Die Guten nominierten Philipp Schramm als ihren Kandidaten für das Amt des Oberbürgermeisters. Die AfD trat mit dem Diplomkaufmann Roland Hübscher als OB-Kandidat an. Die Freien Wähler bewarben sich erneut mit Jürgen Horst Dörfler, die Bürgerinitiative Ausländerstopp mit Fridrich Luft, sowie die ÖDP mit Christian Rechholz um das Oberbürgermeisteramt. Die Piraten traten bei der Wahl zusammen mit der Partei Die PARTEI unter dem Namen Die PARTEI / Piraten mit einer gemeinsamen Liste an und nominierten Florian Betz zu ihrem Oberbürgermeisterkandidaten. Die nötigen 610 Stimmen für ihre Kandidatur und ihren OB-Kandidaten wurden jeweils am 24. Januar 2020 erreicht.
Die folgenden Kandidaturen scheiterten an fehlenden Unterstützungsunterschriften und nahmen deshalb nicht an der Wahl teil:
- Klaus Wahner für die Bayernpartei
- Siegfried Schüller für das Bündnis „STARK für Nürnberg“

### Erster Wahlgang
Das vorläufige Endergebnis des ersten Wahlganges zur Wahl des Oberbürgermeisters am 15. März 2020 nach Auszählung aller 524 Stimmbezirke lautet wie folgt:
| Ordnungszahl | Partei / Wählervereinigung | OB-KandidatIn             | Politisches Amt                                | Bild          | Stimmen (absolut) | Stimmen (in Prozent) |
| ------------ | -------------------------- | ------------------------- | ---------------------------------------------- | ------------- | ----------------- | -------------------- |
| 1            | CSU                        | Marcus König              | Stadtrat                                       | Marcus König  | 66.521            | 36,45 %              |
| 5            | SPD                        | Thorsten Brehm            | Stadtrat                                       |               | 63.742            | 34,93 %              |
| 2            | GRÜNE                      | Verena Osgyan             | Landtagsmitglied, stellv. Fraktionsvorsitzende | Verena Osgyan | 27.535            | 15,09 %              |
| 4            | AfD                        | Roland-Alexander Hübscher | –                                              |               | 7.696             | 4,22 %               |
| 13           | DIE LINKE                  | Titus Schüller            | Stadtrat, stellv. Bezirkstagspräsident         |               | 4.631             | 2,54 %               |
| 3            | FW                         | Jürgen Dörfler            | Stadtrat                                       |               | 3.306             | 1,81 %               |
| 11           | PARTEI/Piraten             | Florian Betz              | –                                              |               | 2.153             | 1,18 %               |
| 9            | ÖDP                        | Christian Rechholz        | –                                              |               | 2.029             | 1,11 %               |
| 6            | FDP                        | Ümit Sormaz               | –                                              |               | 1.905             | 1,04 %               |
| 7            | LINKE LISTE Nürnberg       | Marion Padua              | Stadträtin                                     |               | 1.469             | 0,80 %               |
| 8            | BIA                        | Fridrich Luft             | Stadtrat                                       |               | 869               | 0,48 %               |
| 10           | Die Guten                  | Philipp Schramm           | –                                              |               | 637               | 0,35 %               |

### Zweiter Wahlgang

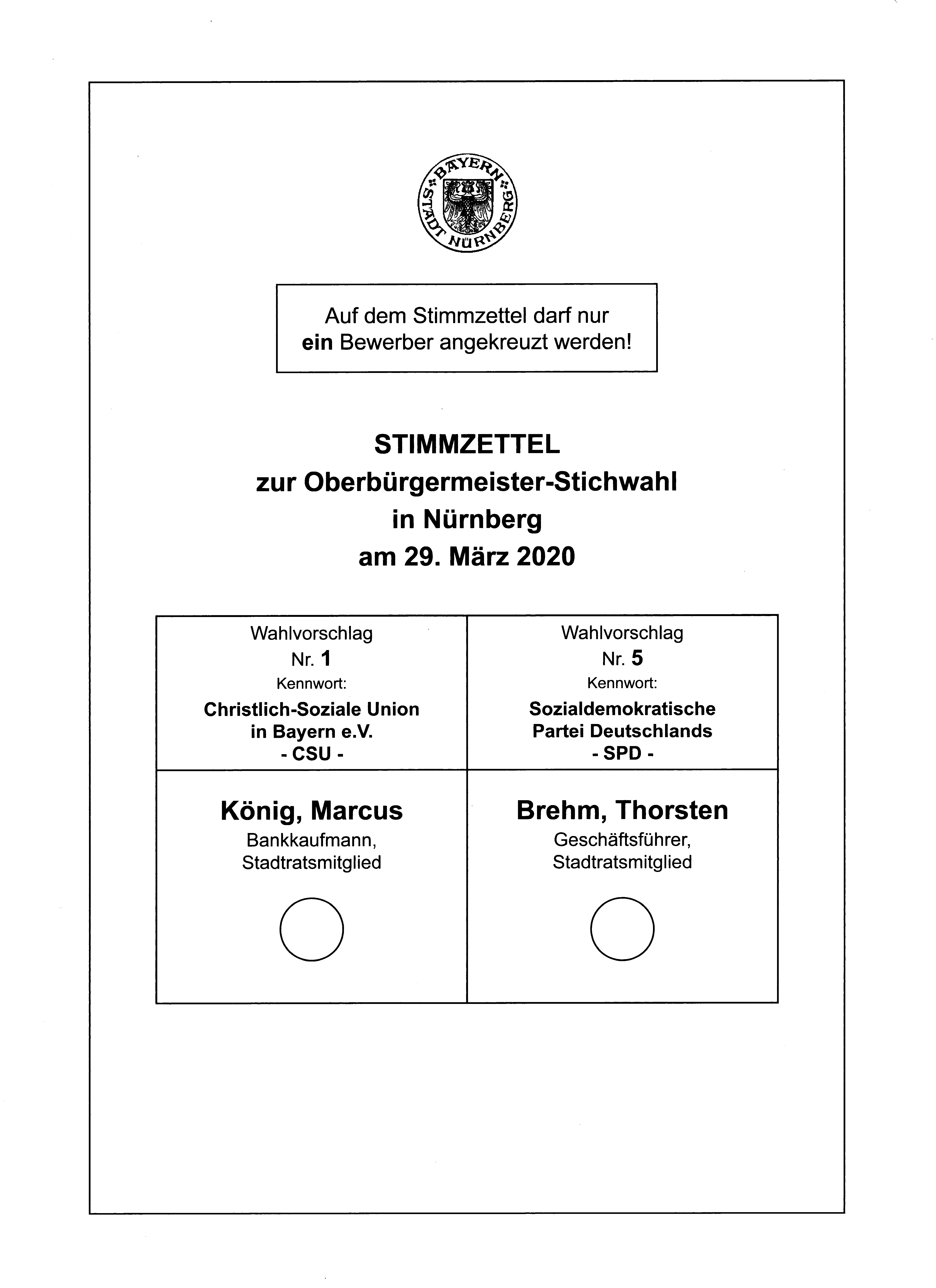
Musterstimmzettel zweiter Wahlgang OB-Wahl Nürnberg 29. März 2020

Da im ersten Wahlgang sowohl Marcus König (CSU) als auch Thorsten Brehm (SPD) die absolute Mehrheit verfehlten, kam es am 29. März 2020 zu einer Stichwahl zwischen diesen beiden Kandidaten. Auf Grund der COVID-19-Pandemie wurde die Stichwahl als reine Briefwahl durchgeführt. Im Vorfeld sprachen die FDP sowie die Freien Wähler eine Wahlempfehlung für Marcus König, die politbande für Thorsten Brehm aus. Die Linke sprach sich mit den Worten „Nürnberg wählt den Oberbürgermeister... keinen König“ gegen den CSU-Mann als Oberbürgermeister aus. Die Grünen verzichteten hingegen, mit Blick auf die geringe Übereinstimmung beider Kandidaten mit der eigenen Umwelt- und Verkehrspolitik, auf eine Wahlempfehlung. Das Ergebnis der Stichwahl wurde auf Grund der Durchführung als reine Briefwahl und wegen fehlender Wahlhelfer erst am Montag, also einen Tag nach der Wahl, erwartet, stand aber bereits am Abend des Stichwahltages fest. Hierbei setzte sich der CSU-Kandidat König mit 52,17 % der abgegebenen Stimmen gegen den SPD-Kandidaten Brehm durch. Dienstantritt des zweiten CSU-Oberbürgermeisters in Nürnberg seit 1945 war der 1. Mai 2020.
| Ordnungszahl | Partei | Kandidat       | Bild         | Stimmen (absolut) | Stimmen (in Prozent) |
| ------------ | ------ | -------------- | ------------ | ----------------- | -------------------- |
| 1            | CSU    | Marcus König   | Marcus König | 103.926           | 52,17 %              |
| 5            | SPD    | Thorsten Brehm |              | 95.176            | 47,83 %              |

### Modus, Umfragen, Stichwahl
Im bayerischen Kommunalwahlrecht ist für den Fall, dass keiner der Bewerber im ersten Wahlgang eine absolute Mehrheit (50 %) erreicht, vorgesehen, dass in einem zweiten Wahlgang eine Stichwahl zwischen den beiden führenden Kandidaten durchgeführt wird.
Bei der Wahl zum Nürnberger Oberbürgermeister gab es seit Einführung der Direktwahl des OB 1952 erst drei Stichwahlen: 1987, 1996 und 2002, wobei jeweils 1996 und 2002 ein amtierender OB in die Stichwahl musste.
Keiner der bei der Wahl 2020 antretenden Kandidaten bekleidete bisher das Oberbürgermeisteramt. Allgemein wurde ein Dreikampf erwartet. In Umfragen führte Thorsten Brehm (SPD) vor Marcus König (CSU) und Verena Osgyan (Grüne), erreichte aber nicht die 50 %. Den Umfragen entsprechend kam es zu einer Stichwahl, in der sich Brehm und König gegenüber standen.
| Medium    | Datum      | Thorsten Brehm (SPD) | Marcus König (CSU) | Verena Osgyan (Grüne) | Sonstige | Weiß nicht |
| --------- | ---------- | -------------------- | ------------------ | --------------------- | -------- | ---------- |
| mafotools | 04.03.2020 | 28 %                 | 19 %               | 15 %                  | 3 %      | 35 %       |
| INSA      | 29.02.2020 | 34 %                 | 32 %               | 22 %                  | 12 %     | –          |

## Wahl des Stadtrates

Stimmzettel zur Stadtratswahl 2020 in Nürnberg: Papierformat 1,0 auf 0,7 Meter, Papierfarbe hellgrün

Die Nürnberger Stadträte sind, wie in Kommunalverwaltungen üblich, ehrenamtlich tätig. Die berufsmäßigen Stadträte (in Nürnberg als Leiter der jeweiligen Referate als Referenten bezeichnet) werden vom Stadtrat für 6 Jahre gewählt. Sie sind Mitglieder des Stadtrates und haben Rede-, aber kein Stimmrecht. In der Regel finden die Wahlen der Referenten in Nürnberg kurz vor der nächsten Kommunalwahl statt. Da der Zeitpunkt der Vergabe aber nicht die Mehrheitsverhältnisse des Rats in der kommenden Periode ab[bilde], forderten ÖDP, FDP, Die Guten und die Freien Wähler in einem gemeinsamen Antrag, die Amtszeit berufsmäßiger Stadträte erst in der ersten Hälfte der neuen Stadtratsperiode beginnen zu lassen. Der Antrag wurde seitens der SPD, CSU und der Grünen, die jeweils mindestens einen Referenten stellen, abgelehnt.
Der Nürnberger Stadtrat besteht aus 71 Mitgliedern (70 Räte plus OB). Da es keine Sperrklausel gibt und das Sainte-Laguë-Verfahren angewendet wird, ist es möglich, ab etwa 0,75 % der abgegebenen Stimmen einen Sitz zu bekommen. Parteien, die nicht im Landtag oder dem aktuellen Stadtrat vertreten sind, benötigen laut Art. 27 GLKrWG jeweils 610 Unterstützerunterschriften, um zur Wahl anzutreten. Die Reihenfolge auf dem Wahlzettel ergibt sich laut Art. 33 GLKrWG u. a. aus der Sitzverteilung bei der letzten Landtagswahl (1 CSU, 2 Grüne, 3 Freie Wähler, 4 AfD, 5 SPD, 6 FDP), der letzten Kommunalwahl und dem Alphabet.
Anders als auf Bundes- und Landesebene werden auf Kommunalebene nur selten Wahlumfragen gemacht. Deshalb ist es nur eingeschränkt möglich, die aktuelle politische Stimmung in Nürnberg einzuschätzen. Für die Wahl 2020 wird aber von einigen ein Dreikampf zwischen SPD, CSU und Grünen um die Mehrheit im Stadtrat erwartet.
Bei der Kommunalwahl in Bayern können die Wähler kumulieren und panaschieren, daher ist die Stimmenzahl größer als die reine Zahl der Stimmberechtigten. Diese Stimmen wurden erst am Montag nach der Wahl ausgezählt. Das vorläufige amtliche Endergebnis wurde somit für Montagabend erwartet, stand aber auf Grund technischer Probleme mit der Auszählungssoftware erst am Nachmittag des 19. März (Donnerstag) zur Verfügung.
Folgende Kandidaturen scheiterten an fehlenden Unterstützungsunterschriften und nahmen deswegen nicht an der Wahl teil:
- Bayernpartei
- STARK für Nürnberg
- Volt

### Wahlergebnis
- LLN: 1
- Linke: 3
- Piraten: 1
- PB: 1
- SPD: 18
- Grüne: 14
- GUTEN: 1
- ÖDP: 2
- FW: 2
- FDP: 1
- CSU: 23
- AfD: 4

Unter den Sitzen der CSU befindet sich der des Oberbürgermeisters.
Das vorläufige Endergebnis wurde ursprünglich am Nachmittag des 16. März (Montag) erwartet, stand aber auf Grund technischer Probleme mit der Auszählungssoftware erst am Nachmittag des 19. März (Donnerstag) zur Verfügung. Es ist jedoch davon auszugehen, dass der Wahlausschuss Änderungen vornehmen wird. Folgende Tabelle zeigt die Parteien oder Bündnisse, welche zur Wahl am 15. März zugelassen waren, und das vorläufige Ergebnis der Wahl:
| Ordnungszahl | Partei / Wählervereinigung | SpitzenkandidatIn          | Stimmen (absolut) | Stimmen (in Prozent) | Veränderung zu 2014 (in Prozentpunkten) | Sitze |
| ------------ | -------------------------- | -------------------------- | ----------------- | -------------------- | --------------------------------------- | ----- |
| 1            | CSU                        | Marcus König               | 3.584.755         | 31,3 %               | +1,9 %                                  | 22    |
| 5            | SPD                        | Thorsten Brehm             | 2.943.118         | 25,7 %               | −18,4 %                                 | 18    |
| 2            | GRÜNE                      | Andrea Friedel             | 2.283.958         | 20,0 %               | +11,0 %                                 | 14    |
| 4            | AfD                        | Roland-Alexander Hübscher  | 650.369           | 5,7 %                | nicht angetreten                        | 4     |
| 13           | DIE LINKE                  | Titus Schüller             | 449.450           | 3,9 %                | nicht angetreten                        | 3     |
| 3            | FW                         | Jürgen Horst Dörfler       | 324.475           | 2,8 %                | ±0,0 %                                  | 2     |
| 9            | ÖDP                        | Jan Gehrke                 | 265.069           | 2,3 %                | +0,2 %                                  | 2     |
| 6            | FDP                        | Ümit Sormaz                | 227.743           | 2,1 %                | +0,1 %                                  | 1     |
| 11           | PARTEI/Piraten             | Florian Betz               | 194.693           | 1,7 %                | nicht angetreten                        | 1     |
| 14           | politbande                 | Ernesto Buholzer Sepúlveda | 190.710           | 1,7 %                | nicht angetreten                        | 1     |
| 7            | LINKE LISTE Nürnberg       | Marion Padua               | 151.992           | 1,3 %                | −2,8 %                                  | 1     |
| 10           | Die Guten                  | Alexandra Thiele           | 95.845            | 0,8 %                | −0,9 %                                  | 1     |
| 8            | BIA                        | Ralf Ollert                | 62.374            | 0,6 %                | −2,5 %                                  | –     |
| –            | Ungültige Stimmzettel      | Ungültige Stimmzettel      | 4.125             | 2,3 %                | +0,1 %                                  | –     |

### Umfragen
In repräsentativen Umfragen zeichnete sich ein Dreikampf zwischen SPD, CSU und Grünen ab. Die drei Parteien kamen in mehreren Umfragen auf jeweils rund 20 % der Stimmen.
| Medium    | Datum      | SPD    | CSU    | Grüne | AfD   | FW    | FDP   | PARTEI/ Piraten | ÖDP   | LINKE | LLN   | Sonstige | Weiß nicht |
| --------- | ---------- | ------ | ------ | ----- | ----- | ----- | ----- | --------------- | ----- | ----- | ----- | -------- | ---------- |
| mafotools | 04.03.2020 | 27 %   | 19 %   | 21 %  | —     | —     | —     | —               | —     | —     | —     | 9 %      | 24 %       |
| INSA      | 29.02.2020 | 24 %   | 24 %   | 24 %  | 6 %   | 4 %   | 4 %   | 4 %             | 3 %   | 3 %   | 2 %   | 2 %      | —          |
| Wahl 2014 | 16.03.2014 | 44,1 % | 29,4 % | 9,0 % | n. a. | 2,8 % | 2,0 % | 1,7 %           | 2,1 % | n. a. | 4,1 % | 4,6 %    | —          |

## Nach der Wahl
Am Mittwoch, den 1. April trafen sich Vertreterinnen und Vertreter der CSU und der Grünen zu ersten Sondierungsgesprächen über eine mögliche Koalition. Da der neugewählte Oberbürgermeister Marcus König (CSU), wie bereits zuvor üblich, eine breite Mehrheit im Stadtrat anstrebt, gilt eine Bündnis aus CSU, SPD und Grünen als wahrscheinlich. Erste Sondierungsgespräche zwischen der CSU und der SPD fanden am Freitag, den 3. April, statt. In der darauffolgenden Woche sollen Treffen mit allen drei möglichen Bündnispartnern stattfinden.
Am 24. April kündigte der Kreisverband der Grünen an, dass es auf Grund keiner klaren Aussagen für das […] Thema der weltoffenen Stadtgesellschaft ein Dreierbündnis mit der CSU und der SPD abgelehnt werde.

## Trivia
Die Größe des Stimmzettels zur Wahl des Nürnberger Stadtrats 2020 betrug 103 cm * 70 cm.